# Utschkoschoi
Der Utschkoschoi (kirgisisch Үчкошой; russisch Уч-Кошой Utsch-Koschoi) ist der linke Quellfluss des Talas in Kirgisistan (Zentralasien).
Der Utschkoschoi entspringt an der Nordflanke der westlichen Ausläufer des Kirgisischen Gebirges. Er fließt in westnordwestlicher Richtung. Ab dem Ort Taldy Bulak folgt eine Fernstraße dem Flusslauf des Utschkoschoi. 40 km weiter abstrom bei Tschatbasar vereinigt sich der Utschkoschoi mit dem von Nordosten heranströmenden Karakol zum Talas. Der Utschkoschoi hat eine Länge von ungefähr 70 km. Sein Einzugsgebiet umfasst 1210 km². Der mittlere Abfluss beträgt 9,04 m³/s.